# 최열 (후한)
최열(崔烈, ? ~ 192년)은 후한 말기의 관료로, 자는 위고(威考)이며, 유주 탁군 안평현(安平縣) 사람이다. 학자 최인의 손자이다.

## 생애
북방에서 명성을 떨쳤으며, 태수를 역임하고 구경의 반열에 올랐다.
영제 때 홍도문(鴻都門)을 열어 관직을 팔았다. 부유한 자는 먼저 돈을 냈고 가난한 자는 관직을 받은 후 돈을 배로 갚았으며, 혹자는 심부름꾼이나 보모로 하여금 돈을 보내도록 하였다. 이때 단경·번릉·장온 등은 비록 공적과 명예가 있었으나, 모두 재물로써 관직을 사들인 것이었다. 최열 또한 보모를 통해 오백만 금을 들여 사도가 되었다.(185년 음력 3월)
최열은 태위 등의 요직을 맡았다.
서쪽에서 한수·왕국 등이 이민족과 결탁하여 난을 일으키자, 그 대책으로 양주를 포기할 것을 제안하여 부섭이 격렬히 비판하였다.
영제 사후, 십상시가 대장군 하진을 죽였다. 이후 원소가 환관들을 주멸하였고, 단규가 데리고 간 소제와 진류왕을 보호하였다. 그러나 동탁이 전횡을 일삼았고, 최열은 최균이 원소의 거병에 찬동한 이유로 투옥당하였다.
동탁이 왕윤·여포에게 살해당한 후, 그 잔당이 봉기하였다. 최열은 이때 성문교위(城門校尉)로서 장안을 지키고 있었는데, 이각 등이 장안을 점거하여 왕윤 등과 함께 살해당하였다.

## 참고 문헌
- 범엽, 《후한서》 〈제8권〉